# 基堡城堡
47°27′31″N 8°44′37″E / 47.4585°N 8.7435°E
基堡城堡（德語：Schloss Kyburg）是瑞士苏黎世州的一座城堡，位于伊爾瑙-埃弗雷蒂孔的小镇基堡，北距温特图尔仅数公里。基堡家族是中世纪当地最重要的家族之一，在瑞士历史上扮演过重要角色。城堡始建于11世纪，几经重修，成为瑞士东部最重要的城堡之一。现已入选瑞士国家重要文化财产。

## 历史
最早提及一个俯瞰托斯河的小村的文献可以追溯到1027年。当时的村庄名为“Chuigeburg”（相当于Kühburg，意为“牛城堡”），后来成为哈特曼一世·冯·迪林根（Hartmann I von Dillingen）的封地，他因此自称“基堡伯爵”。基堡家族在瑞士东部和中部逐渐壮大，同时反对哈布斯堡家族和萨伏伊伯国。1264年，最后一位基堡家族成员去世后，城堡转归哈布斯堡家族的神圣罗马帝国皇帝鲁道夫一世。
15世纪，苏黎世市购买此地，并在城堡中安置领主统治。直到1831年，城堡被拍卖。随后，建筑由温特图尔的Matthäus Pfau改建为博物馆。1917年，苏黎世州将古迹收购并修复。自1999年以来，由基堡城堡博物馆协会管理。

## 建筑
城堡位于陡峭的山丘之上，形成一个不规则的四边形，内部只有一个庭院，俯瞰特斯河河谷。城堡南部的中世纪颈濠之间，有一座法式花园，由施瓦岑巴赫（Caspar Schwarzenbach）于1700年设计。进入城堡须通过位于东北角的外门，门楼重建于1579至1580年间。一条狭窄的防御通道从外门通向内门，内门由主塔保护，主塔建于1424年，其屋顶建于1444年。

## 组图

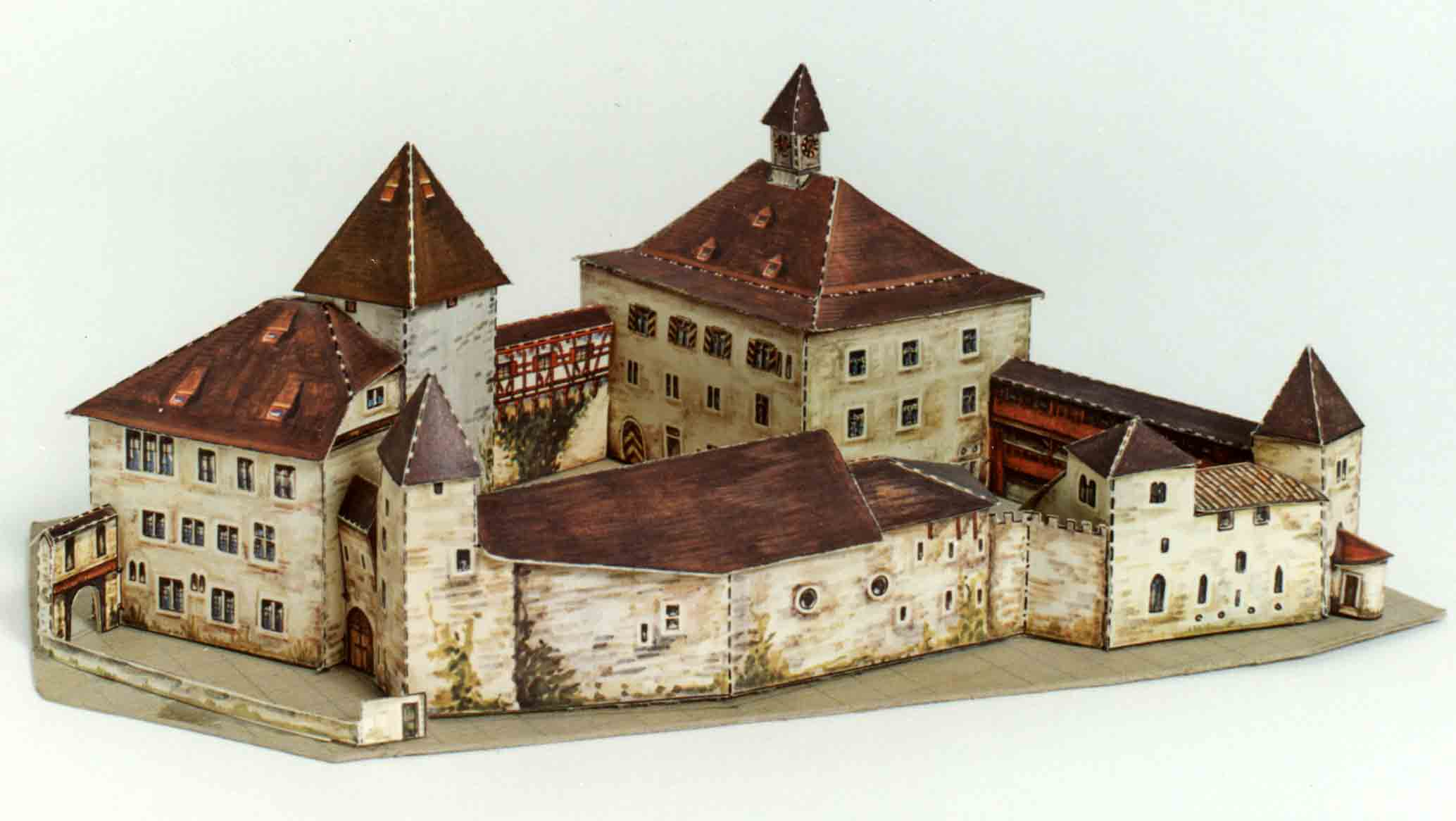
城堡建筑模型
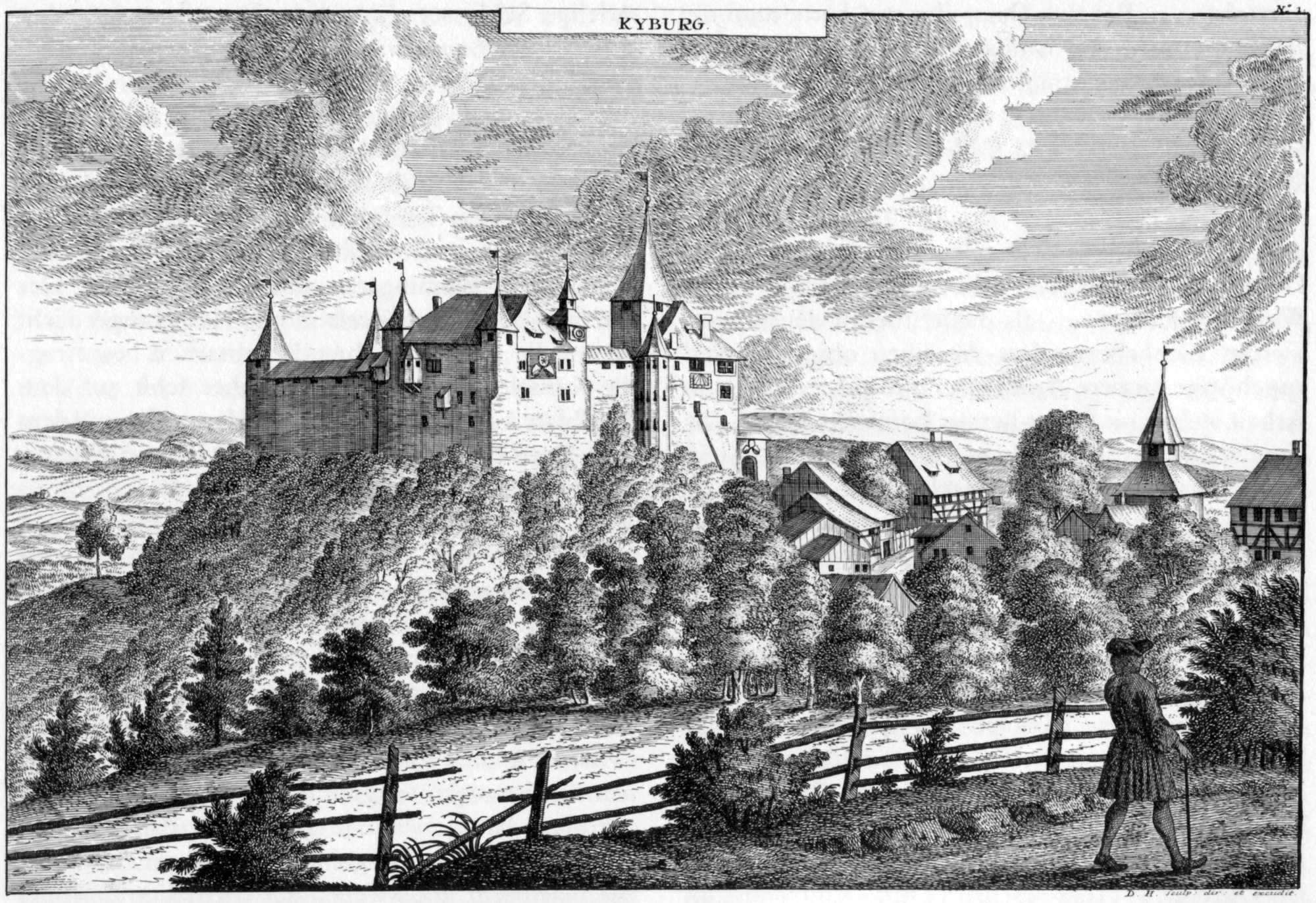
1740年的城堡
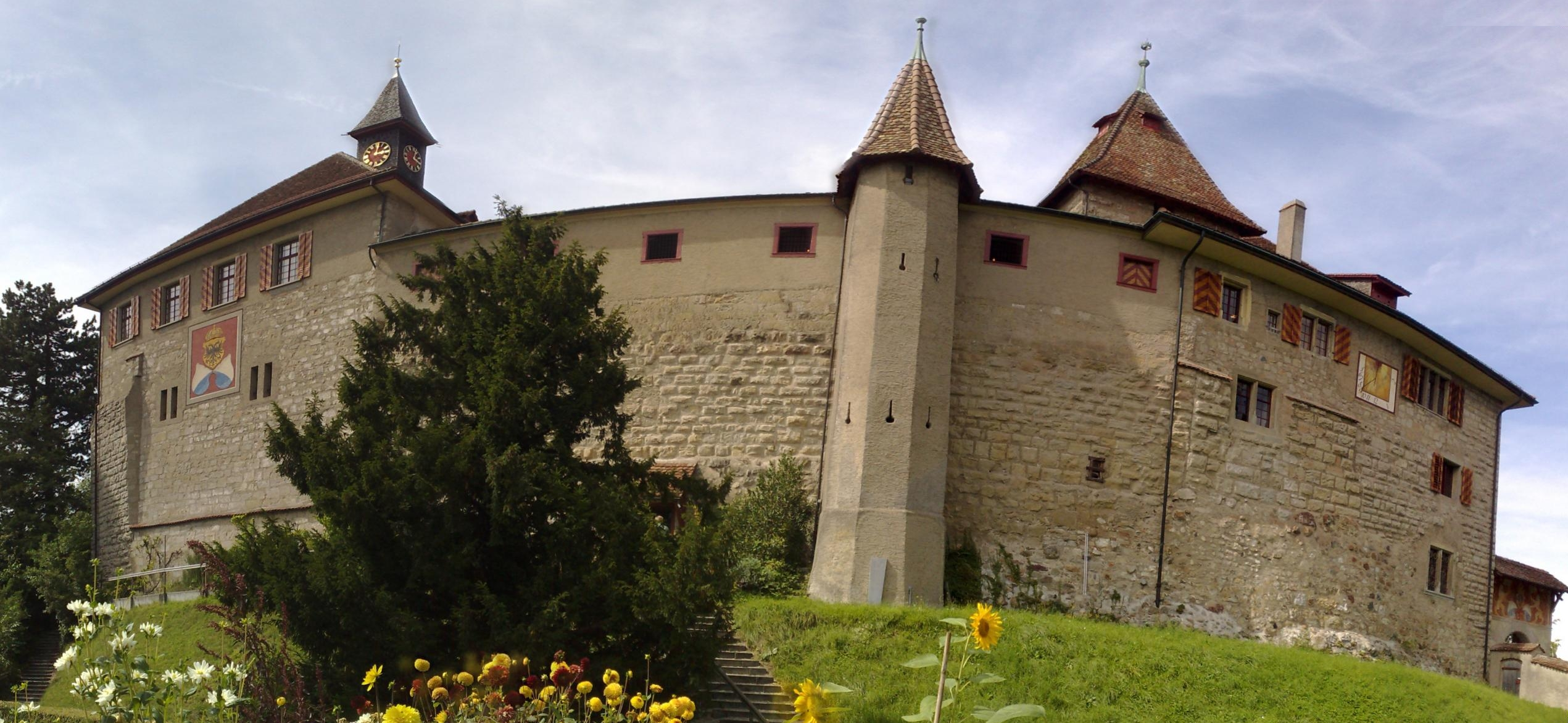
城堡全景
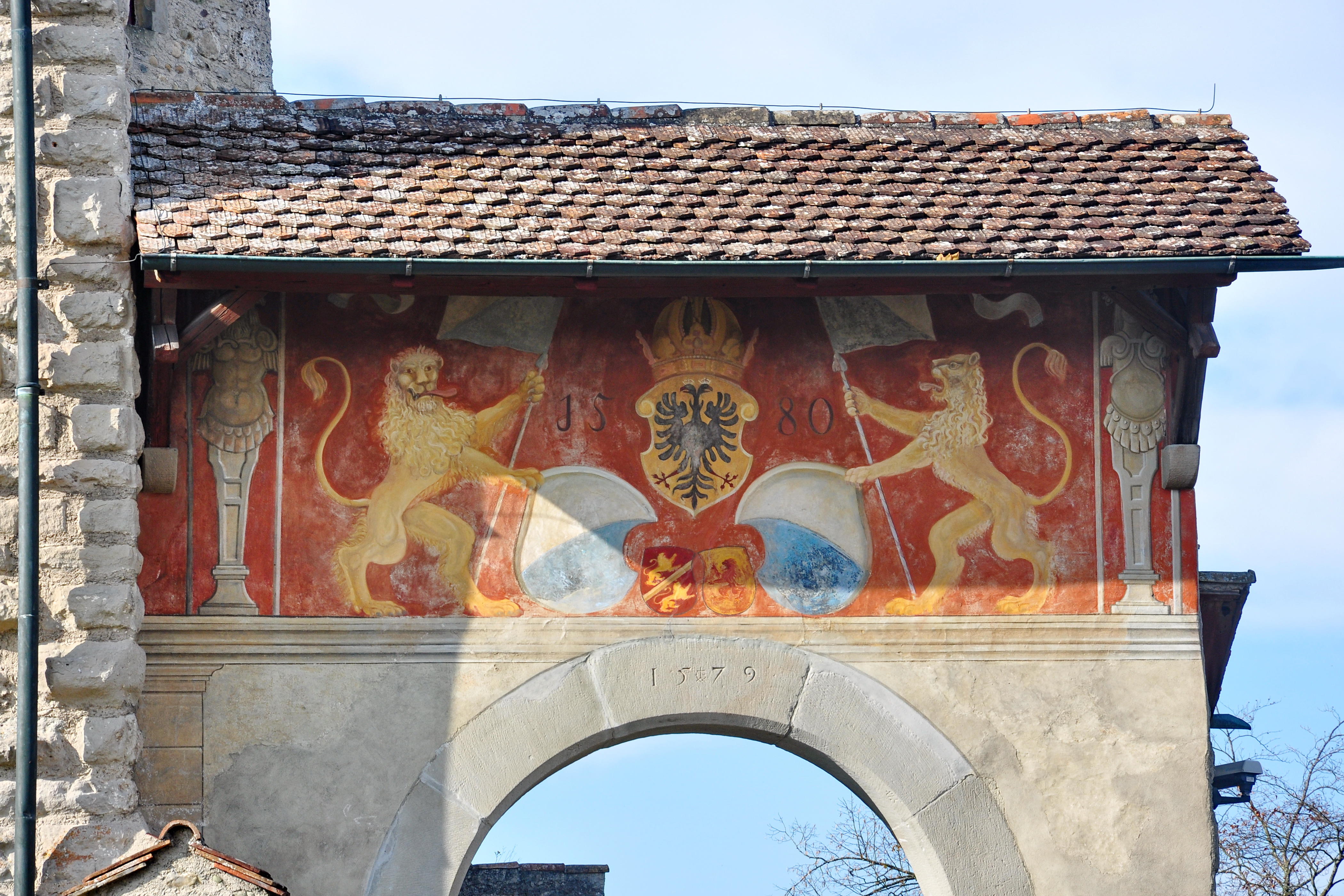
外门
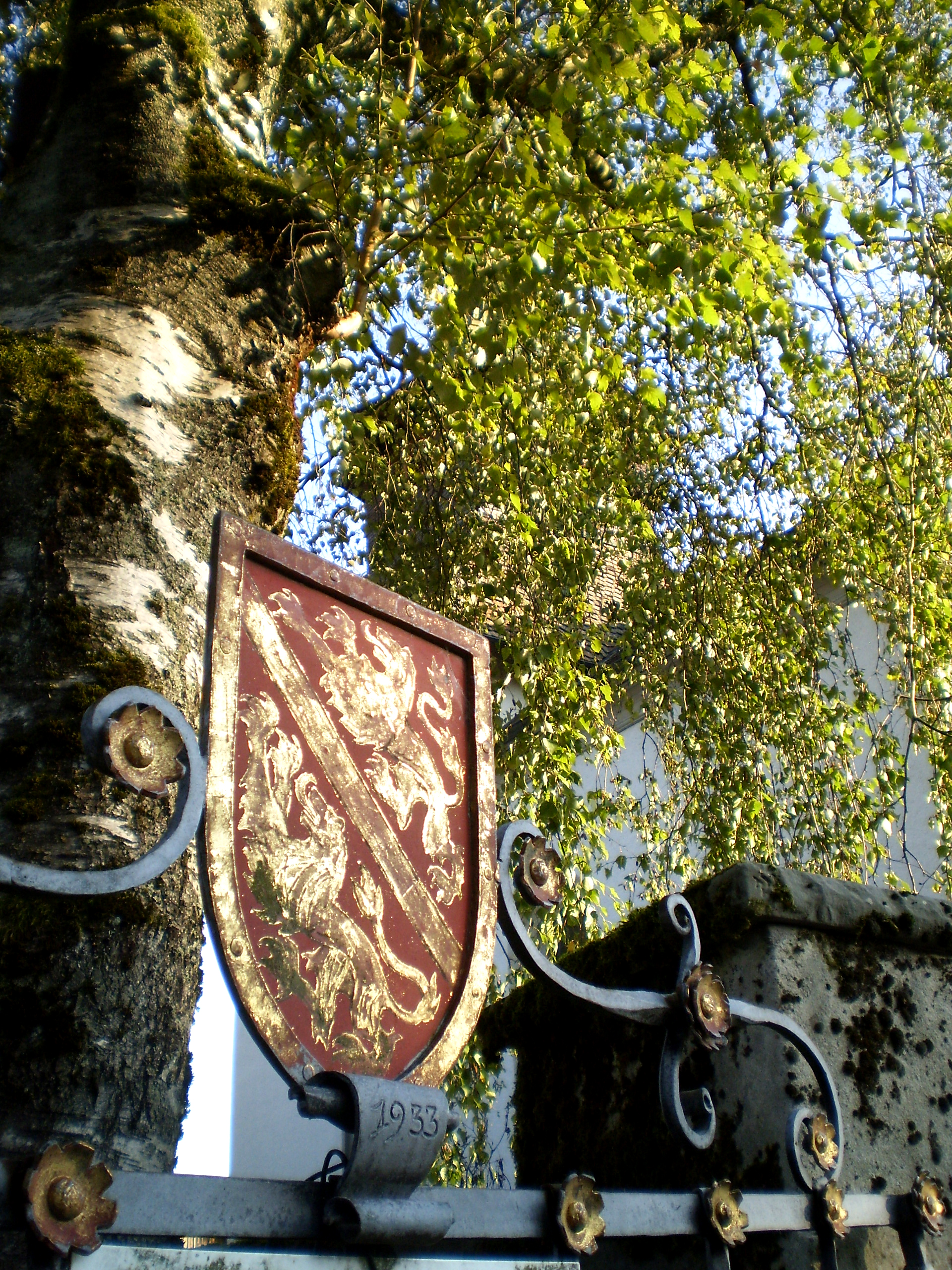
纹章
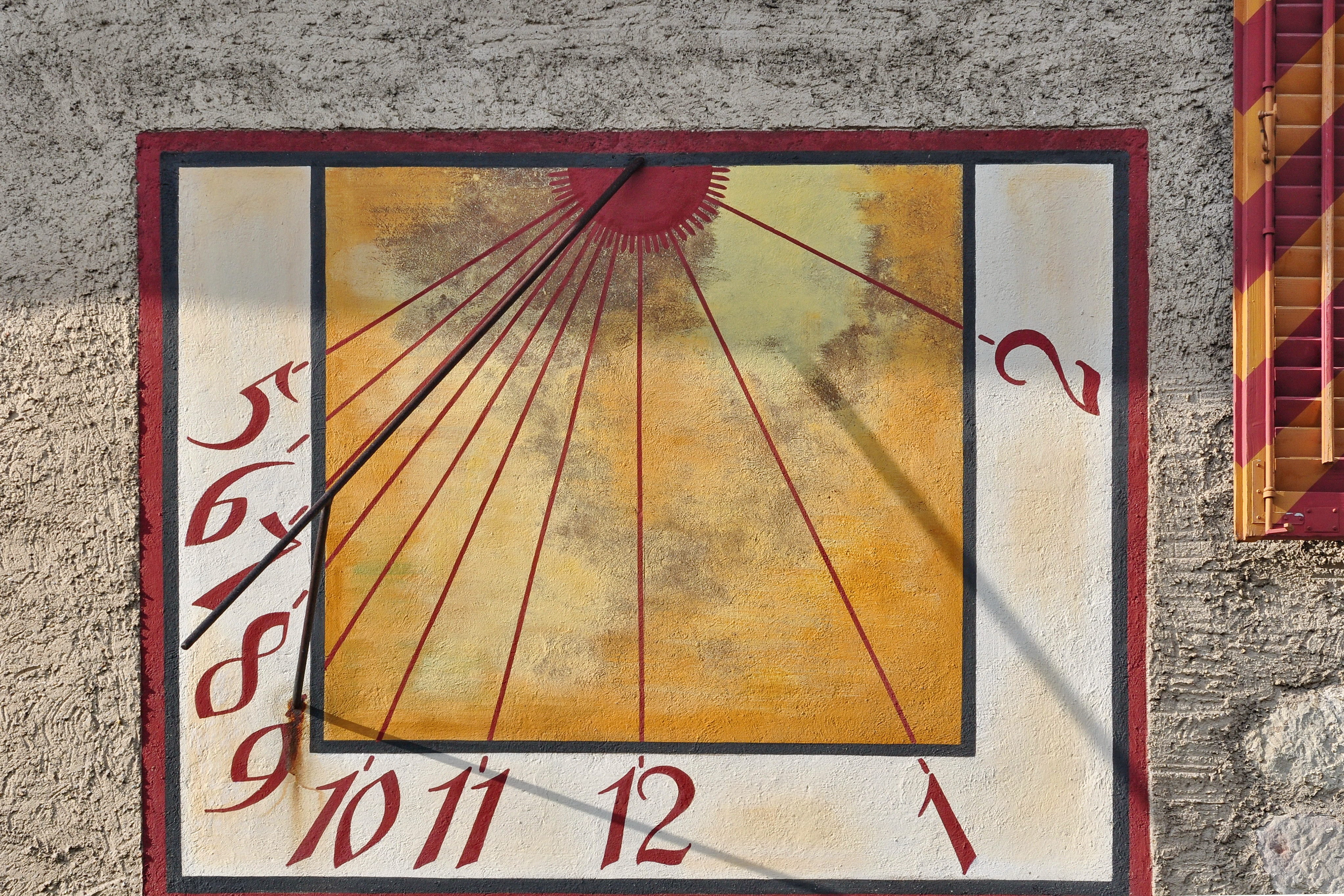
日晷
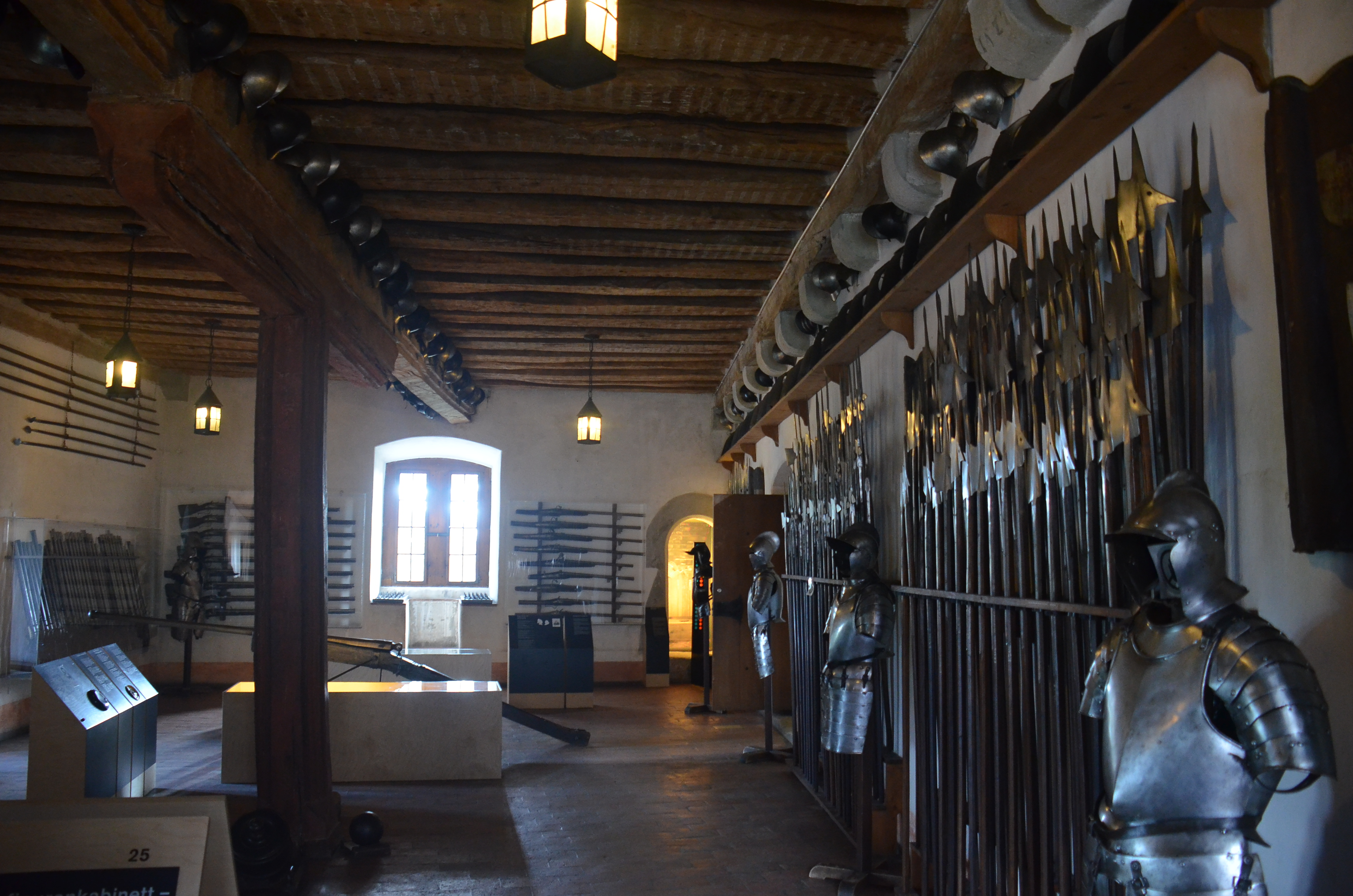
内部陈设